# Madonna della Libera (Alatri)
La Madonna della Libera è un affresco del XIV secolo presente nella collegiata di Santa Maria Maggiore ad Alatri.
Attualmente è collocato nella cappella che conclude la navata di sinistra della chiesa: è stato qui trasportato nel 1852 insieme al blocco di pietra semicircolare su cui era stata dipinta.
L'immagine è sempre stata oggetto di particolare venerazione da parte degli alatrensi che ne hanno fatto la compatrona della città: il culto si festeggia l'8 settembre con una grande fiera.
Ogni 50 anni si svolge la celebrazione solenne portando in processione l'immagine per il paese.